# سد الوالة
سد الوالة سد مائي يقع في محافظة مادبا في الأردن على بعد 20 كيلومتر جنوب مدينة مأدبا على شمال الطريق الملوكي المؤدي إلى ذيبان، نوع السد خرساني في الوسط وترابي من الجانبين، يستعمل للري والتغذية الجوفية، سعة التخزين 9.3 مليون متر مكعب،انشئ عام 2002 بكلفة تقدر بـ 23 مليون دينار أردني.